# 小沢かづと
小沢 かづと（おざわ かづと）は日本のあそび歌作家、シンガーソングライター。東京都出身。

## 来歴
- 保育士、専門学校教員を経て2009年に学研の保育雑誌「あそびと環境0・1・2歳」であそび歌作家としてデビュー。
- 執筆、あそび歌講習会・ライブを行う。
- 2012年に自身のレコード会社「KAME-RECORDS」を立ち上げる。

## 主な作品
- 「おじぎそう」（学研　あそびと環境0・1・2歳）
- 「かんぱーい!」（学研　Picclo）
- 「ドアがひらきます〜0才からのあそび歌〜」（KAME-RECORDS）
- 「ラッキー　ハッピー」（ソングレコード）
- 「あそぼっくす ソング」（日本コロムビア） - 浦中こういちとの共作